# Charaxes marmax
Charaxes marmax is een vlinder uit de familie van de Nymphalidae. De wetenschappelijke naam van de soort is voor het eerst geldig gepubliceerd in 1848 door John Obadiah Westwood. De soort komt voor in Assam en Sylhet.